# Hôtel d'Aiguines
L'hôtel d'Aiguines ou d'Éguines est un hôtel particulier situé au n° 28 de la rue Jacques-de-la-Roque, à Aix-en-Provence (France).
Il se situe dans le quartier le plus ancien d’Aix-en-Provence, le bourg Saint-Sauveur, développé autour de la cathédrale. L’hôtel particulier est protégé au titre des Monuments Historiques depuis le 21 décembre 1984.

## Historique
Construit au cours du XVIIIe siècle, il fut la propriété de la famille Gautier, barons d'Aiguines et de Sénez.

## Architecture
La façade est de style néoclassique réalisée en 1786.
L'hôtel comporte une porte cochère, un long balcon sur trois travées de fenêtres reposant sur deux consoles à feuillage d'acanthe. La ferronnerie est d'époque Louis XVI.
Le vestibule d'entrée est orné de six colonnes monumentales.